# Aphis pulsatillicola
Aphis pulsatillicola är en insektsart. Aphis pulsatillicola ingår i släktet Aphis och familjen långrörsbladlöss. Inga underarter finns listade i Catalogue of Life.